# Croix hosannière de Valdivienne
La croix hosannière de Valdivienne est une croix de cimetière située à Valdivienne, en France.

## Localisation
La croix hosannière est située dans le département français de la Vienne, sur la commune de Valdivienne, dans le cimetière.
La croix hosannière tire son nom de l’hébreu "hosanna" qui est le premier mot d'une hymne chantée le jour des  Rameaux. Il était de tradition, pour les villageois de se rendre en procession jusqu'au cimetière ce jour-là. Les villageois se réunissaient au pied de ce calvaire pour chanter l'Hosanna.

## Historique
La croix est inscrite au titre des monuments historiques le 8 octobre 1986.